# Megasztár (hatodik évad)
A Megasztár 6 a TV2 zenei tehetségkutatójának, a Megasztárnak a 2012-es, hatodik évada. Eredetileg 2011 őszén került volna képernyőre, azonban az ÖsszeEsküvők című valóságshow miatt 2012 tavaszára halasztotta a TV2. A produkció női műsorvezetője Liptai Claudia lett, míg a zsűriben Friderikusz Sándor, Eszenyi Enikő és Presser Gábor helyére Falusi Mariann, Bochkor Gábor és Bereczki Zoltán érkeztek Mester Tamás mellé. A műsort az előző Megasztár esetén is bevált pénteki napon sugározták. A győztes Radics Gigi lett, aki ellenfeléhez képest dupla annyi szavazattal nyerte meg a döntőt.
Újításokat vezettek be a műsorba, hogy ezzel is felfrissítsék a formátumot. A zsűri összetételének változtatása mellett a zsűri asztalára négy nyomógombot helyeztek el, amelyekkel a válogatások alatt az adott versenyzőt továbbjuttathatják. Nevezetesen, ha a 4 ítészből 3 megnyomja a gombot, akkor zöld fény jelenik meg és a versenyző továbbjutott. A versenyzőknek megadott idő alatt kell meggyőzni a zsűrit arról, hogy érdemes továbbjuttatni, ha letelik a rendelt idő és a versenyző nem szerzi be a megfelelő számú zöld jelzést, akkor nem jut tovább.
A negyedik szériában diadalmaskodó Király Viktor komponálta a Csillagdalt, míg a második széria győztese, Molnár Ferenc Caramel a Búcsúdalt jegyzi.

## Válogatók
| 1. válogató február 10. | 2. válogató február 17. | 3. válogató február 24. |
| ----------------------- | ----------------------- | ----------------------- |
| Továbbjutók             | Továbbjutók             | Továbbjutók             |
| Szűcs Ádám              | Horváth István          | Radics Gigi             |
| Talán Attila            | Kökény Pál              | Nagy Adrienn            |
| Kullai Tímea            | Nagy Renáta             | Burgess Benjamin        |
| Burger Ágnes            | Csonka Andreas          | Almás Gergő             |
| Klippel Dávid           | Nagy Kristóf Bozont     | Cserpes Laura           |
| Réti Nóra               | Józsa Janka             | Bakos Bettina           |
| Farkas Jenser Balázs    | Gerendás Dávid          | Bihal Roland            |
|                         | Eőry Viktória           | Thiago Bertoldi         |
|                         | Szakos Andrea           |                         |

## Párbaj
A legjobb 24 egy felkészítő táborban vett részt Sárváron, ahol énektanárok, koreográfusok kezdték meg a közös munkát az énekesekkel.
| 1. párbaj március 2. | 1. párbaj március 2. | 2. párbaj március 9. | 2. párbaj március 9. |
| -------------------- | -------------------- | -------------------- | -------------------- |
| Párbajozók           | Továbbjutó           | Párbajozók           | Továbbjutó           |
| Almás Gergő          | Szűcs Ádám           | Bakos Bettina        | Bihal Roland         |
| Szűcs Ádám           | Szűcs Ádám           | Bihal Roland         | Bihal Roland         |
| Burgess Benjamin     | Burgess Benjamin     | Burger Ágnes         | Nagy Adrienn         |
| Gerendás Dávid       | Burgess Benjamin     | Nagy Adrienn         | Nagy Adrienn         |
| Farkas Jenser Balázs | Farkas Jenser Balázs | Cserpes Laura        | Szakos Andrea        |
| Thiago Bertoldi      | Farkas Jenser Balázs | Szakos Andrea        | Szakos Andrea        |
| Horváth István       | Horváth István       | Csonka Andreas       | Radics Gigi          |
| Józsa Janka          | Horváth István       | Radics Gigi          | Radics Gigi          |
| Kökény Pál           | Réti Nóra            | Eőry Viktória        | Nagy Kristóf Bozont  |
| Réti Nóra            | Réti Nóra            | Nagy Kristóf Bozont  | Nagy Kristóf Bozont  |
| Kullai Tímea         | Kullai Tímea         | Klippel Dávid        | Talán Attila         |
| Nagy Renáta          | Kullai Tímea         | Talán Attila         | Talán Attila         |

Előadott dalok
- Almás Gergő–Szűcs Ádám: Grenade (Bruno Mars)
- Burgess Benjamin–Gerendás Dávid: Rock DJ (Robbie Williams)
- Farkas Jenser Balázs–Thiago Bertoldi: Wherever you will go (The Calling)
- Horváth István–Józsa Janka: Broken strings (James Morrison & Nelly Furtado)
- Kökény Pál–Réti Nóra: Nem adom fel (LGT)
- Kullai Tímea–Nagy Renáta: Proud Mary (Tina & Ike Turner)
- Bakos Bettina–Bihal Roland: Valami Amerika még (Tóth Gabi & Csipa)
- Burger Ágnes–Nagy Adrienn: Mercy (Duffy)
- Cserpes Laura–Szakos Andrea: When you believe (Whitney Houston & Mariah Carey)
- Csonka Andreas–Radics Gigi: Hate that I love you (Rihanna & Ne-Yo)
- Klippel Dávid–Talán Attila: It’s my life (Bon Jovi)
- Eőry Viktória–Nagy Kristóf Bozont: Something stupid (Robbie Williams & Nicole Kidman)

## Összeköltözés
Március 12-én beköltöztek a TV2 által biztosított házba a hatodik Megasztár szereplői, akik nyárig lakhatnak az ingatlanban.
Szobatársak:

Szakos Andrea és Nagy Adrienn

Kullai Tímea és Réti Nóra

Horváth István és Bihal Roland

Radics Gigi (külön szobában lakik és fiatal korára való tekintettel elkísérte az édesapja)

Talán Attila és Nagy Kristóf Bozont

Burgess Benjámin és Farkas Jenser Balázs

Szűcs Ádám (mandulagyulladás miatt külön szobában)

## Döntők
Eredménytábla

Nézői szavazatok alapján:

     – A versenyző továbbjutott

Újraszavazás:*

     – A versenyző továbbjutott

A dedikált zsűritag döntése alapján:

     – A versenyző továbbjutott

     – A versenyző kiesett

| #   | Döntősök             | 1. döntő március 16. | 2. döntő március 23.     | 3. döntő március 30.       | 4. döntő április 6.         | 5. döntő április 13.        | 6. döntő április 20.        | 7. döntő április 27.        | 8. döntő május 4.           | 9. döntő május 11.           | 10. döntő május 18.           | Finálé május 25.              |
| --- | -------------------- | -------------------- | ------------------------ | -------------------------- | --------------------------- | --------------------------- | --------------------------- | --------------------------- | --------------------------- | ---------------------------- | ----------------------------- | ----------------------------- |
| 1   | Radics Gigi          | 39                   | 37                       | 37                         | 40                          | 40                          | 39                          | 40-40                       | 40-37                       | Továbbjutott                 | Továbbjutott                  | Győztes                       |
| 2   | Szakos Andrea        | 35                   | 37                       | 39                         | 38                          | 37                          | 40                          | 39-40                       | 36-38                       | Utolsó három                 | Utolsó kettő                  | Második helyezett             |
| 3   | Talán Attila         | 32                   | 34                       | 39                         | 34                          | 37                          | 39                          | 37-34                       | 38-39                       | Utolsó kettő                 | Kiesett                       | Kiesett a tizedik döntőben    |
| 4.  | Farkas-Jenser Balázs | 34                   | 37                       | 36                         | 40                          | 31                          | 40                          | 40-34                       | 37-37                       | Kiesett                      | Kiesett a kilencedik döntőben | Kiesett a kilencedik döntőben |
| 5.  | Burgess Benji        | 28                   | 39                       | 33                         | 34                          | 36                          | 37                          | 40-35                       | 36-36                       | Kiesett a nyolcadik döntőben | Kiesett a nyolcadik döntőben  | Kiesett a nyolcadik döntőben  |
| 6.  | Nagy Kristóf Bozont  | 36                   | 38                       | 34                         | 38                          | 38                          | 38                          | 37-35                       | Kiesett a hetedik döntőben  | Kiesett a hetedik döntőben   | Kiesett a hetedik döntőben    | Kiesett a hetedik döntőben    |
| 7.  | Nagy Adrienn         | 30                   | 33                       | 35                         | 34                          | 40                          | 38                          | Kiesett a hatodik döntőben  | Kiesett a hatodik döntőben  | Kiesett a hatodik döntőben   | Kiesett a hatodik döntőben    | Kiesett a hatodik döntőben    |
| 8.  | Bihal Roland         | 30                   | 36                       | 33                         | 34                          | 33                          | Kiesett az ötödik döntőben  | Kiesett az ötödik döntőben  | Kiesett az ötödik döntőben  | Kiesett az ötödik döntőben   | Kiesett az ötödik döntőben    | Kiesett az ötödik döntőben    |
| 9.  | Kullai Tímea         | 31                   | 40                       | 36                         | 36                          | Kiesett a negyedik döntőben | Kiesett a negyedik döntőben | Kiesett a negyedik döntőben | Kiesett a negyedik döntőben | Kiesett a negyedik döntőben  | Kiesett a negyedik döntőben   | Kiesett a negyedik döntőben   |
| 10. | Horváth István       | 32                   | 32                       | 26                         | Kiesett a harmadik döntőben | Kiesett a harmadik döntőben | Kiesett a harmadik döntőben | Kiesett a harmadik döntőben | Kiesett a harmadik döntőben | Kiesett a harmadik döntőben  | Kiesett a harmadik döntőben   | Kiesett a harmadik döntőben   |
| 11. | Szűcs Ádám           | 30                   | 32                       | Kiesett a második döntőben | Kiesett a második döntőben  | Kiesett a második döntőben  | Kiesett a második döntőben  | Kiesett a második döntőben  | Kiesett a második döntőben  | Kiesett a második döntőben   | Kiesett a második döntőben    | Kiesett a második döntőben    |
| 12. | Réti Nóra            | 30                   | Kiesett az első döntőben | Kiesett az első döntőben   | Kiesett az első döntőben    | Kiesett az első döntőben    | Kiesett az első döntőben    | Kiesett az első döntőben    | Kiesett az első döntőben    | Kiesett az első döntőben     | Kiesett az első döntőben      | Kiesett az első döntőben      |

### 1. döntő
- Időpont: 2012. március 16.
- Tematika: Napjaink világslágerei
- Dedikált zsűritag: Falusi Mariann
(A dedikált zsűritag készíti fel az adott héten a versenyzőket és ő dönt arról, hogy az utolsó két versenyző közül ki essen ki.)
- Sztárvendég: Puskás Peti - Csillagok

| Sorrend | Versenyző            | Dal (Eredeti előadó)                         | Eredmény |
| ------- | -------------------- | -------------------------------------------- | -------- |
| 1.      | Szakos Andrea        | Adele – Rolling In The Deep                  | 35       |
| 2.      | Burgess Benji        | Jason Mraz – Geek In The Pink                | 28       |
| 3.      | Szűcs Ádám           | Ne-Yo – Closer                               | 30       |
| 4.      | Bihal Roland         | Adam Lambert - If I Had You                  | 30       |
| 5.      | Réti Nóra            | Katy Perry – I Kissed a Girl                 | 30       |
| 6.      | Nagy Kristóf Bozont  | Bruno Mars – The Lazy Song                   | 36       |
| 7.      | Farkas-Jenser Balázs | The Baseballs - Umbrella                     | 34       |
| 8.      | Horváth István       | Enrique Iglesias – Be With You               | 32       |
| 9.      | Kullai Tímea         | Basement Jaxx feat. Lisa Kekaula – Good Luck | 31       |
| 10.     | Nagy Adrienn         | Pink - So What                               | 30       |
| 11.     | Talán Attila         | Green Day – Boulevard Of Broken Dreams       | 32       |
| 12.     | Radics Gigi          | Leona Lewis - Bleeding Love                  | 39       |

### 2. döntő
- Időpont: 2012. március 23.
- Tematika: Pokoli dalok
- Dedikált zsűritag: Mester Tamás
- Sztárvendég: Kállay-Saunders András – I Love You!

| Sorrend | Versenyző            | Dal (Eredeti előadó)                     | Eredmény |
| ------- | -------------------- | ---------------------------------------- | -------- |
| 1.      | Farkas-Jenser Balázs | Lenny Kravitz – Are You Gonna Go My Way? | 37       |
| 2.      | Nagy Adrienn         | Rihanna – Don't Stop The Music           | 33       |
| 3.      | Szakos Andrea        | Christina Aguilera – Fighter             | 37       |
| 4.      | Horváth István       | Linkin Park – Numb                       | 32       |
| 5.      | Burgess Benji        | Green Day – American Idiot               | 39       |
| 6.      | Talán Attila         | Jet – Are You Gonna Be My Girl?          | 34       |
| 7.      | Bihal Roland         | The Rasmus – In The Shadows              | 36       |
| 8.      | Radics Gigi          | Gnarls Barkley – Crazy                   | 38       |
| 9.      | Szűcs Ádám           | Jamiroquai – Cosmic Girl                 | 32       |
| 10.     | Kullai Tímea         | En Vogue – Free Your Mind                | 40       |
| 11.     | Nagy Kristóf Bozont  | Magna Cum Laude – Pálinka Dal            | 38       |

### 3. döntő
- Időpont: 2012. március 30.
- Tematika: Végzetes vonzerő
- Dedikált zsűritag: Bochkor Gábor
- Sztárvendég: Kasza Tibor - Vallomás

| Sorrend | Versenyző            | Dal (Eredeti előadó)                   | Eredmény |
| ------- | -------------------- | -------------------------------------- | -------- |
| 1.      | Kullai Tímea         | Rihanna – We Found Love                | 36       |
| 2.      | Farkas-Jenser Balázs | Joe Cocker – You Can Leave Your Hat On | 36       |
| 3.      | Nagy Kristóf Bozont  | Santana – Smooth                       | 34       |
| 4.      | Bihal Roland         | Rolling Stones – Satisfaction          | 33       |
| 5.      | Szakos Andrea        | Alicia Keys – Fallin                   | 39       |
| 6.      | Horváth István       | One Republic – Apologize               | 26       |
| 7.      | Radics Gigi          | Beyoncé – Love On Top                  | 37       |
| 8.      | Burgess Benji        | LMFAO – Party Rock Anthem              | 33       |
| 9.      | Talán Attila         | Mr. Big – Wild World                   | 39       |
| 10.     | Nagy Adrienn         | Eurythmics – Sweet Dreams              | 35       |

### 4. döntő
- Időpont: 2012. április 6.
- Tematika: Híres filmdalok
- Dedikált zsűritag: Bereczki Zoltán
- Sztárvendég: nem volt, helyette: TOP 9 - Fény (Bereczki Zoltán és Szinetár Dóra)

| Sorrend | Versenyző            | Dal (Eredeti előadó)                               | Eredmény |
| ------- | -------------------- | -------------------------------------------------- | -------- |
| 1.      | Nagy Kristóf Bozont  | Smash Mouth – All Star                             | 38       |
| 2.      | Szakos Andrea        | Beyoncé – Listen                                   | 38       |
| 3.      | Kullai Tímea         | Cserháti Zsuzsa – Boldogság, gyere haza!           | 36       |
| 4.      | Burgess Benji        | The Rembrandts – I'll Be There for You             | 34       |
| 5.      | Farkas Jenser Balázs | Israel Kamakawiwoʻole – Somewhere Over the Rainbow | 40       |
| 6.      | Talán Attila         | Aerosmith – I Don’t Wanna Miss a Thing             | 34       |
| 7.      | Nagy Adrienn         | Sugababes feat Sting – Shape Of My Heart           | 34       |
| 8.      | Radics Gigi          | Christina Aguilera – Car Wash                      | 40       |
| 9.      | Bihal Roland         | Seal – Kiss From a Rose                            | 34       |

### 5. döntő
- Időpont: 2012. április 13.
- Tematika: Ikonikus dalok
- Dedikált zsűritag: Falusi Mariann
- Sztárvendég: Back II Black - Őszintén és egyszerűen, és TOP 8 – Ain’t No Mountain High Enough (Marvin Gaye & Tammi Terrel)

| Sorrend | Versenyző            | Dal (Eredeti előadó)                     | Eredmény |
| ------- | -------------------- | ---------------------------------------- | -------- |
| 1.      | Bihal Roland         | Queen - Don’t Stop Me Now                | 33       |
| 2.      | Farkas-Jenser Balázs | Kaszás Attila - Fényév távolság          | 31       |
| 3.      | Nagy Kristóf Bozont  | Frank Sinatra - My Way                   | 38       |
| 4.      | Nagy Adrienn         | Amy Winehouse - Tears Dry On Their Own   | 40       |
| 5.      | Talán Attila         | INXS - Suicide Blonde                    | 37       |
| 6.      | Szakos Andrea        | Cserháti Zsuzsa - A boldogság és én      | 37       |
| 7.      | Burgess Benji        | John Lennon - Imagine                    | 36       |
| 8.      | Radics Gigi          | Whitney Houston - I Will Always Love You | 40       |

### 6. döntő
- Időpont: 2012. április 20.
- Tematika: Magyar dalok
- Dedikált zsűritag: Bochkor Gábor
- Sztárvendég: Gáspár Laci és TOP 7 - Forog a föld, SP - Maradnék, valamint TOP 7 - Zene nélkül mit érek én? (Máté Péter)

| Sorrend | Versenyző            | Dal (Eredeti előadó)                | Eredmény |
| ------- | -------------------- | ----------------------------------- | -------- |
| 1.      | Talán Attila         | Hooligans – Legyen Valami           | 39       |
| 2.      | Nagy Kristóf Bozont  | Kispál és a Borz – Kicsit szomorkás | 38       |
| 3.      | Szakos Andrea        | Zséda – Fekete Rúzs                 | 40       |
| 4.      | Burgess Benji        | UP - Nap                            | 37       |
| 5.      | Nagy Adrienn         | Kimnowak – Gyémánt                  | 38       |
| 6.      | Radics Gigi          | Tóth Gabi – Elég volt               | 39       |
| 7.      | Farkas-Jenser Balázs | Ákos – Ilyenek voltunk              | 40       |

### 7. döntő
- Időpont: 2012. április 27.
- Tematika: Kedvenc dalok
- Dedikált zsűritag: Mester Tamás
- Sztárvendég: Anna and The Barbies - Álmatlan

| Sorrend | Versenyző            | Dal (Eredeti előadó)                   | Eredmény |
| ------- | -------------------- | -------------------------------------- | -------- |
| 1.      | Szakos Andrea        | Lady Gaga – Born This Way              | 39       |
| 2.      | Nagy Kristóf Bozont  | Soul Asylum – Runaway Train            | 37       |
| 3.      | Farkas Jenser Balázs | U2 – One                               | 40       |
| 4.      | Burgess Benji        | Tom Jones – Kiss                       | 40       |
| 5.      | Talán Attila         | Heart – Alone                          | 37       |
| 6.      | Radics Gigi          | Jennifer Hudson – And I Am Telling You | 40       |

Duettek
| Sorrend | Versenyzők                          | Dal (Eredeti előadó)        |    |
| ------- | ----------------------------------- | --------------------------- | -- |
| 1.      | Burgess Benji – Nagy Kristóf Bozont | Take That – Relight my Fire | 35 |
| 2.      | Farkas Jenser Balázs – Talán Attila | Extreme – More Than Worlds  | 34 |
| 3.      | Szakos Andrea – Radics Gigi         | Aretha Franklin – Respect   | 40 |

### 8. döntő
- Időpont: 2012. május 4.
- Tematika: Duett egy sztárvendéggel
- Dedikált zsűritag: Bereczki Zoltán
- Sztárvendég: Rúzsa Magdi – Csak a bolond remél

| Sorrend | Versenyző                        | Dal (Eredeti előadó)                               | Eredmény |
| ------- | -------------------------------- | -------------------------------------------------- | -------- |
| 1.      | Burgess Benji és Hien            | Maroon 5 és Christina Aguilera – Moves Like Jagger | 36       |
| 2.      | Szakos Andrea és Szekeres Adrien | Barbra Streisand és Céline Dion – Tell Him         | 36       |
| 3.      | Farkas-Jenser Balázs és Majka    | Puff Daddy és Sting – I'll Be Missing You          | 37       |
| 4.      | Talán Attila és Csipa            | Edda Művek – Kölyköd voltam                        | 38       |
| 5.      | Radics Gigi és Dolhai Attila     | Céline Dion és Josh Groban – Nézz rám, Istenem!    | 40       |

Szóló produkciók
| Sorrend | Versenyzők           | Dal (Eredeti előadó)                   |    |
| ------- | -------------------- | -------------------------------------- | -- |
| 1.      | Szakos Andrea        | Michael Jackson – We Are The World     | 38 |
| 2.      | Talán Attila         | Eric Clapton – Tears In Heaven         | 39 |
| 3.      | Burgess Benji        | Kid Rock – All Summer Long             | 36 |
| 4.      | Radics Gigi          | Kovács Kati – Úgy szeretném meghálálni | 37 |
| 5.      | Farkas-Jenser Balázs | Bon Jovi – Keep The Faith              | 37 |

### 9. döntő
- Időpont: 2012. május 11.
- Tematika: Duett egy zsűritaggal
- Dedikált zsűritag: Minden versenyző saját dedikált zsűritagot kap:
  - Mester Tamás – Radics Gigi
  - Falusi Mariann – Farkas-Jenser Balázs
  - Bereczki Zoltán – Szakos Andrea
  - Bochkor Gábor – Talán Attila
- Sztárvendég: Király Viktor – Over, Sugarloaf – Instant karma

| Sorrend | Versenyző                              | Dal (Eredeti előadó)                                              | Eredmény     |
| ------- | -------------------------------------- | ----------------------------------------------------------------- | ------------ |
| 1.      | Radics Gigi és Mester Tamás            | Aretha Franklin & George Michael - I Knew You Were Waiting For Me | Továbbjutott |
| 2.      | Farkas-Jenser Balázs és Falusi Mariann | Michael Bublé - Mack The Knife                                    | Kiesett      |
| 3.      | Talán Attila és Bochkor Gábor          | Kiss - Crazy Nights                                               | Párbajozó    |
| 4.      | Szakos Andrea és Bereczki Zoltán       | Kovács Kati és Sztevanovity Zorán - Játssz még!                   | Utolsó három |

Szóló produkciók:
| Sorrend | Versenyzők           | Dal (Eredeti előadó)             |
| ------- | -------------------- | -------------------------------- |
| 1.      | Talán Attila         | Toto - Hold The Line             |
| 2.      | Farkas-Jenser Balázs | Bill Withers - Ain’t No Sunshine |
| 3.      | Radics Gigi          | Gloria Gaynor - I Will Survive   |
| 4.      | Szakos Andrea        | Mariah Carey - I’ll Be There     |

### 10. döntő
A 10. döntő nyitányában a versenyzők angolul énekelték el a Csillagdalt a dal a dal szerzőjével, a Megasztár negyedik szériájának győztesével, Király Viktorral együtt.
- Időpont: 2012. május 18.
- Tematika: Feldolgozások, ellenkező nemű előadó dala
- Sztárvendég: Havasi Balázs és Kiss Endi (Drum & Piano Project)

| Sorrend | Versenyző     | Dal (Eredeti előadó)      | Eredmény     |
| ------- | ------------- | ------------------------- | ------------ |
| 1.      | Talán Attila  | Pink - U + Ur Hand        | Kiesett      |
| 2.      | Szakos Andrea | Aerosmith - Cryin'        | Párbajozó    |
| 3.      | Radics Gigi   | Cee Lo Green - Forget You | Továbbjutott |

Feldolgozások
| Sorrend | Versenyző     | Dal (Eredeti előadó)                                                      |
| ------- | ------------- | ------------------------------------------------------------------------- |
| 1.      | Szakos Andrea | Flo Rida/Christina Aguilera - Good Feeling / Something's Got A Hold On Me |
| 2.      | Talán Attila  | Bon Jovi - Livin' On A Prayer                                             |
| 3.      | Radics Gigi   | Edwin Hawkins - Happy Day                                                 |

Egyveleg
| Sorrend | Versenyző     | Dal (Eredeti előadó)                  |
| ------- | ------------- | ------------------------------------- |
| 1.      | Szakos Andrea | Charlie - Játszom, ahogyan lélegzem   |
| 2.      | Radics Gigi   | Gáspár Laci - Hagyd meg nekem a dalt! |
| 3.      | Talán Attila  | Steppenwolf - Born To Be Wild         |
| 4.      | Együtt        | AC/DC - I Love Rock 'n' Roll          |

### Finálé
A fináléban jelentették be, hogy 2012. őszén képernyőre került a holland The Voice című tehetségkutató műsor magyar változata.
- Időpont: 2012. május 25.
- Tematika: Duettek korábbi Megasztár győztesekkel
- Sztárvendég: TOP 12 és Flo Rida - Good Feeling, Flo Rida ft. Stacey - Wild Ones

Egyéni produkció
| Sorrend | Versenyző     | Dal (Eredeti előadó)                                     | Eredmény          |
| ------- | ------------- | -------------------------------------------------------- | ----------------- |
| 1.      | Szakos Andrea | Céline Dion – Can't Help Falling In Love (Elvis Presley) | Második helyezett |
| 2.      | Radics Gigi   | Céline Dion – My Heart Will Go On                        | Győztes           |

Duett korábbi női Megasztár győztessel
| Sorrend | Versenyző                     | Dal (Eredeti előadó)                    |
| ------- | ----------------------------- | --------------------------------------- |
| 1.      | Szakos Andrea – Tolvai Renáta | Christina Aguilera – Ain't No Other Man |
| 2.      | Radics Gigi – Tóth Vera       | Frank Sinatra – New York, New York      |

Duett korábbi férfi Megasztár győztessel
| Sorrend | Versenyző                   | Dal (Eredeti előadó)                     |
| ------- | --------------------------- | ---------------------------------------- |
| 1.      | Szakos Andrea - Caramel     | Louis Armstrong - What A Wonderful World |
| 2.      | Radics Gigi - Király Viktor | R. Kelly - I Believe I Can Fly           |

Párbajdal
| Sorrend | Versenyző                    | Dal (Eredeti előadó)                                     |
| ------- | ---------------------------- | -------------------------------------------------------- |
| 1.      | Szakos Andrea és Radics Gigi | Christina Aguilera, P!nk, Mýa, Lil’ Kim - Lady Marmalade |

## Nézettség
A nézettségi adatok a teljes lakosságra vonatkoznak.
| Epizód      | Vetítés           | Nézők     | Arány (%) | Heti helyezés | Forrás |
| ----------- | ----------------- | --------- | --------- | ------------- | ------ |
| 1. válogató | 2012. február 10. | 1 467 359 | 31,3      | 3.            | [ 4 ]  |
| 2. válogató | 2012. február 17. | 1 318 604 | 29,2      | 6.            | [ 5 ]  |
| 3. válogató | 2012. február 24. | 1 144 703 | 25        | 10.           | [ 6 ]  |
| Élő műsorok |                   |           |           |               |        |
| 1. párbaj   | 2012. március 2.  | 1 285 832 | 29,6      | 8.            | [ 7 ]  |
| 2. párbaj   | 2012. március 9.  | 1 167 502 | 29        | 9.            | [ 8 ]  |
| 1. döntő    | 2012. március 16. | 1 001 630 | 31        | 13.           | [ 9 ]  |
| 2. döntő    | 2012. március 23. | 902 417   | 28,3      | 18.           | [ 10 ] |
| 3. döntő    | 2012. március 30. | 1 052 981 | 30,2      | 13.           | [ 11 ] |
| 4. döntő    | 2012. április 6.  | 984 096   | 29        | 13.           | [ 12 ] |
| 5. döntő    | 2012. április 13. | 1 010 243 | 29,2      | 13.           | [ 13 ] |
| 6. döntő    | 2012. április 20. | 1 033 233 | 30,5      | 11.           | [ 14 ] |
| 7. döntő    | 2012. április 27. | 1 084 751 | 31        | 8.            | [ 15 ] |
| 8. döntő    | 2012. május 4.    | 1 070 443 | 32,2      | 9.            | [ 16 ] |
| 9. döntő    | 2012. május 11.   | 1 044 501 | 30,6      | 11.           | [ 17 ] |
| 10. döntő   | 2012. május 18.   | 1 071 572 | 31        | 9.            | [ 18 ] |
| Finálé      | 2012. május 25.   | 1 332 281 | 37,2      | 3.            | [ 19 ] |